# 七苦圣母圣殿

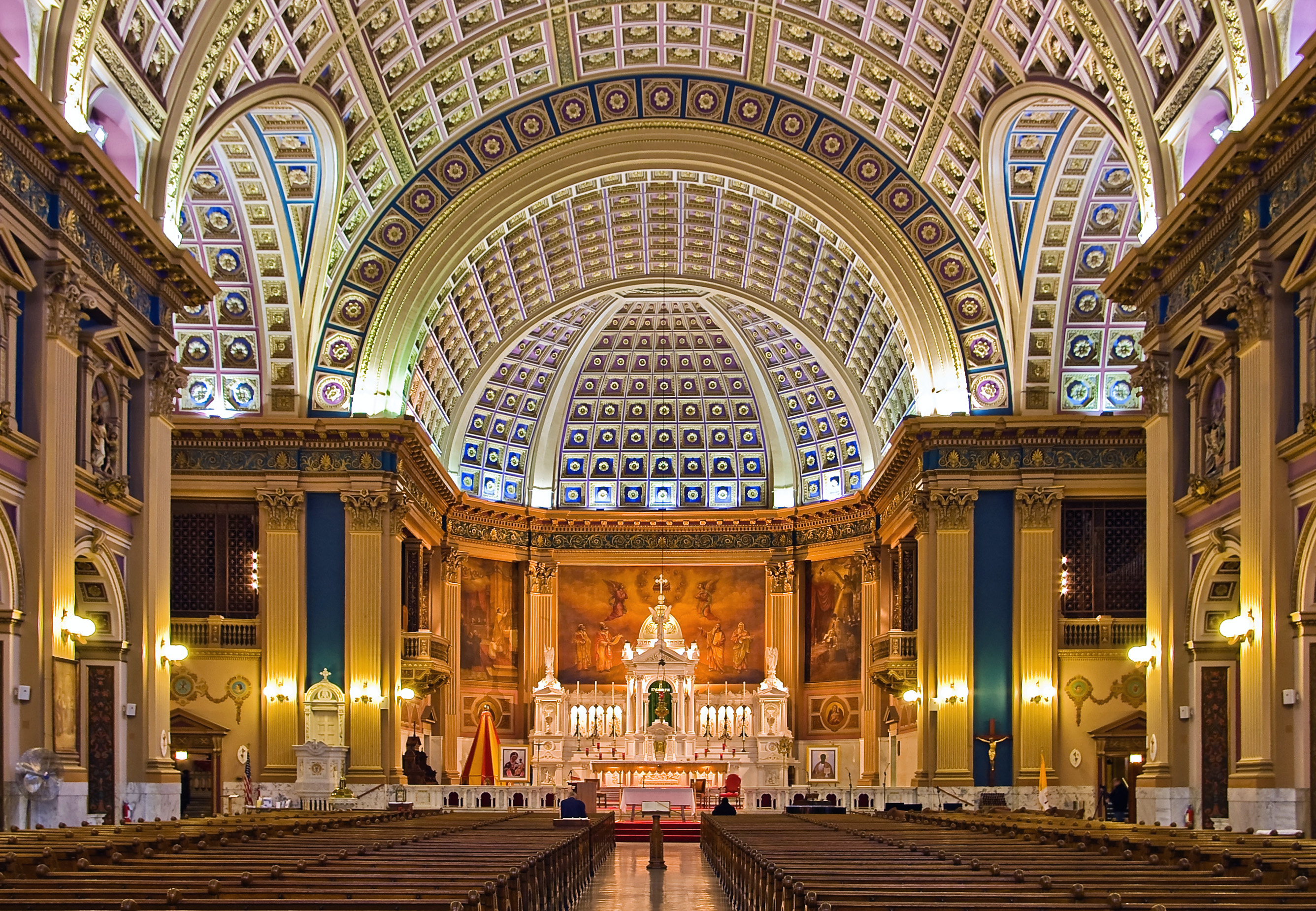
内部

七苦圣母圣殿（Our Lady of Sorrows Basilica）是一座罗马天主教宗座圣殿，位于芝加哥西区的西杰克逊大道3121号。
该堂创建于1874年，一直由圣母忠仆会管理，服务于爱尔兰和意大利裔。目前的教堂在1890年6月17日动工，1902年1月5日祝圣，为意大利文艺复兴风格。正祭台完全用卡拉拉大理石制成。
1956年，该堂宣布为宗座圣殿，为伊利诺伊州仅有的三座宗座圣殿之一，另外两座是圣雅钦多圣殿（St. Hyacinth Basilica）和诸圣之后圣殿（Queen of All Saints Basilica），均在芝加哥市。
许多关于芝加哥建筑和教堂建筑的书籍都提到了七苦圣母圣殿。